# Твитер
Твитер (от англ. tweeter, русскоязычные звукотехники, конструкторы и музыканты часто используют слово «пищалка») — громкоговоритель, предназначенный для воспроизведения высокочастотной части звукового диапазона (например, 2-20 кГц), как правило, в составе многополосной акустической системы. 
Конструктивные требование к таким громкоговорителям включают противоречивые требования к сочетанию лёгкости и жесткости диффузора с его подвижностью:
1. Минимальную массу подвижной части излучателя (лёгкость) и гибкость подвеса.
2. Жесткость излучателя (способность противостоять изгибным деформациям при трансформации механических колебаний в акустические волны).
3. Высокое значение индукции в магнитном зазоре (обеспечивает максимальное значение КПД).

Подобные излучатели, по видам преобразования электрической энергии в акустическую, бывают разных типов:
- Электродинамический, наиболее распространенный тип;
  - Изодинамический (включая излучатели Хейла);
  - Ортодинамический.
- Электростатический.
- Пьезоизлучатели (типично — передают импульс, подчеркивают фронт звуковой волны в момент атаки ударных инструментов).

Материал излучателя (диффузора бывает шёлковый (с пропиткой), плёночный на основе различных пластиков, металлический (алюминий, титан, бериллий; у акустики Focal, Monitor Audio), бумажный (устаревшие типы).
По форме диффузора бывают купольные, конусные, вогнутый купол (Focal), ленточные (изодинамические, электростатические), иных типов.
В ряде конструкций акустических систем в отдельную полосу дополнительно к твитеру выделяется также супертвитер — высокочастотный громкоговоритель самой верхней части звукового диапазона, также способный обеспечивать работу в нижней части ультразвукового диапазона (неосновное его свойство).